# 山内豊資
山内 豊資（やまうち とよすけ）は、土佐藩12代藩主。

## 生涯
寛政6年（1794年）10月17日、第10代藩主・山内豊策の次男として生まれる。文化6年（1809年）、兄で第11代藩主だった山内豊興が早世したため、その養子となって跡を継いだ。藩政においては専売制の強化、新田開発や銅山開発、社倉・義倉の設置による領民の救済、藩校・教授館の拡大による文治の奨励、医学進歩の奨励などに務めた。
しかし天保の大飢饉により藩内が大被害を受けると、藩は財政的に苦しくなり、天保13年（1842年）には吾川郡名野川の領民が伊予に逃散するほどであった。このため、藩政再建を目指して天保10年（1839年）に倹約令を出し、さらに天保12年（1841年）には藩主親政による藩政改革を宣言したが、同年末には土佐の郷村の庄屋が秘密同盟を結成して自らの待遇改善を訴えて庄屋と対立するなど、次第に身分制の動揺が見られるようになる（この秘密同盟は、幕末の尊王攘夷運動に影響を与えた）。また、豊資主導による藩政改革も効果が見られず、天保14年（1843年）3月7日に長男の豊熈に家督を譲って隠居した。
しかし豊熈は嘉永元年（1848年）7月に、その跡を継いだ四男の豊惇も同年9月に早世した。このため、豊資は分家の山内豊信を第15代藩主として擁立し、自らは隠居後も少将様と呼ばれて、土佐藩の政務に介入した。豊信が安政の大獄で隠居となった後は、十一男の豊範を第16代藩主として擁立した。
明治5年（1872年）1月4日に死去した。享年79。
墓所は国史跡の土佐藩主山内家墓所（高知県高知市筆山町）。

## 系譜
子女は11男7女
- 父：山内豊策（1773-1825）
- 母：エイ - シュエ、白禎院、増井氏
- 養父：山内豊興（1793-1809）
- 正室：祐仙院 - 池田斉政の娘
- 側室：美芳院 - 大賀宗文の娘
  - 長男：山内豊熈（1815-1848）
  - 四男：山内豊惇（1824-1848）
- 側室：衣斐光表の娘
- 側室：沢田貞道の娘
- 生母不明の子女
  - 五男：山内豊矩
  - 十一男：山内豊範（1846-1886） - 山内容堂の養子
  - 女子：貞 - 上杉斉憲正室
  - 女子：悦 - 諒鏡院、佐竹義睦正室
  - 女子：嘉年 - 徳大寺実則室